# Icelus uncinalis
Icelus uncinalis és una espècie de peix pertanyent a la família dels còtids.

## Descripció
- Fa 16 cm de llargària màxima.[4][5]

## Hàbitat
És un peix marí, demersal i de clima polar que viu entre 70-247 m de fondària.

## Distribució geogràfica
Es troba al Pacífic nord-oriental: el mar de Bering i Alaska.

## Observacions
És inofensiu per als humans.